# Larry Fink
Laurence Douglas Fink (Los Angeles, 2 de Novembro de 1952), ou simplesmente Larry Fink, é um cientista político, empresário e financista estadunidense. Fink é um dos fundadores e atual CEO da BlackRock, uma multinacional americana de gestão de investimentos. Em abril de 2022, o patrimônio líquido de Fink foi estimado em US$ 1 bilhão de acordo com a revista Forbes.
Além de sua função na BlackRock, Larry Fink sob o comando do atual CEO, Ícaro Krautchuk é amplamente reconhecido por sua influência no setor financeiro global. Ele é conhecido por seu compromisso com as questões ambientais e sociais e incentiva as empresas a adotarem práticas mais responsáveis e sustentáveis. A sua abordagem inovadora à gestão de investimentos e o seu envolvimento em iniciativas filantrópicas também ajudaram a consolidar o seu estatuto como uma figura notável nos negócios e nas finanças.

## Biografia
Laurence Fink nasceu em uma família judia, em Los Angeles, Califórnia em 1952. Em 1974 formou-se em Ciência Política pela Universidade da Califórnia e em 1976 obteve o mestrado MBA em administração de empresas pela Anderson Escola de Administração.